# Estadio TSM Corona
Das Estadio TSM Corona – deutsch TSM Corona-Stadion – ist ein Fußballstadion in Torreón, Coahuila, Mexiko. Es fungiert seit November 2009 als Heimspielstätte des Fußballvereins Santos Laguna und löste in dieser Eigenschaft das frühere Estadio Corona ab. Beide Stadien sind nach der meistverkauften Biermarke des mächtigen Brauereikonzerns Grupo Modelo benannt: Corona.
Das Stadion ist das wichtigste Bauwerk des um 2009 entstandenen Territorio Santos Modelo, kurz TSM. Durch die Hinzufügung dieses Kürzels trägt das Stadion eine Bezeichnung, die es von seinem „Vorgänger“ unterscheidet. Zuvor war das Stadion auch als Nuevo Estadio Corona – deutsch Neues Corona-Stadion – bezeichnet worden.
Entworfen wurde die Sportstätte von der HKS Inc., einer internationalen Architekturfirma mit Hauptsitz in Dallas, Texas, USA. Zu ihren Arbeiten gehören z. B. das Lucas Oil Stadium in Indianapolis oder das neue Cowboys Stadium in Arlington.

## Die Stadioneröffnung
In Anwesenheit bekannter, ehemaliger Spieler des Vereins wie Dolmo Flores, Ramón Ramírez, Antonio Apud, José Luis Ortega, Héctor Adomaitis und nicht zuletzt Jared Borgetti, wurde das heutige Estadio TSM Corona am 11. November 2009 feierlich eröffnet. Zu Beginn des Festaktes trat der Sänger Ricky Martin auf. Anschließend zerschnitt der mexikanische Präsident Felipe Calderón das symbolische Eröffnungsband, bevor um 21:00 Uhr das offizielle Eröffnungsspiel zwischen dem Gastgeber und seinem brasilianischen Namensvetter Santos FC angepfiffen wurde. Es endete mit einem 2:1-Erfolg der Heimmannschaft. Erster Torschütze im neuen Stadion war Matías Vuoso, der die Gastgeber bereits in der sechsten Minute in Führung gebracht hatte. Nachdem Jean Carlos da Silva in der 65. Minute der Ausgleich für die Brasilianer gelungen war, erzielte Carlos Ochoa den Siegtreffer kurz vor dem Spielende.

## Das erste Pflichtspiel
Das erste Pflichtspiel im neuen Estadio TSM Corona fand am 15. November 2009, dem letzten Spieltag in der Punktspielrunde der Apertura 2009, zwischen Santos Laguna und dem Club América statt. Nachdem Salvador Cabañas die Gäste aus der Hauptstadt nach 24 Minuten in Führung gebracht hatte, gelang Carlos Ochoa in der zweiten Minute der Nachspielzeit noch der Ausgleich.
Das neue Stadion von Torreón war einer der Spielorte der U-17-Fußball-Weltmeisterschaft 2011 in Mexiko.